# Bambus
Il bambus è una bevanda alcolica a base di vino rosso e cola. Viene consumato principalmente nei Paesi Baschi e nelle zone di Trieste.
Tradizionalmente per la composizione del drink si utilizza vino rosso di scarsa qualità, abbinato con cola.

## Preparazione

### Ingredienti
- Vino rosso
- Cola
- Ghiaccio

La preparazione più comune prevede di usare vino rosso e cola in eguali proporzioni, ma vista la diffusione e la pratica comune della somministrazione da parte dei genitori ai bambini, non è desueto vederlo preparato con dosi aggiustate per l'utilizzo.